# Phare de Grótta
Le phare de Grótta, en islandais : Gróttuviti, est un phare d'Islande. Il est situé sur l'île de Grótta, dans la municipalité de Seltjarnarnes, en banlieue de Reykjavik.

## Dans la culture populaire
Le phare est visible dans le clip Stonemilker de l'album Vulnicura de la chanteuse islandaise Björk. Ce clip, l'un des tout premiers réalisés avec une technologie à 360°, permet de voir le phare en arrière-plan selon deux points de vue, l'un depuis la plage de la petite baie de Seltjörn, l'autre depuis les abords immédiats du phare sur les rivages rocheux de l'île de Grótta. Ce lieu est choisi par l'artiste car elle y aurait écrit la chanson.

## Galerie

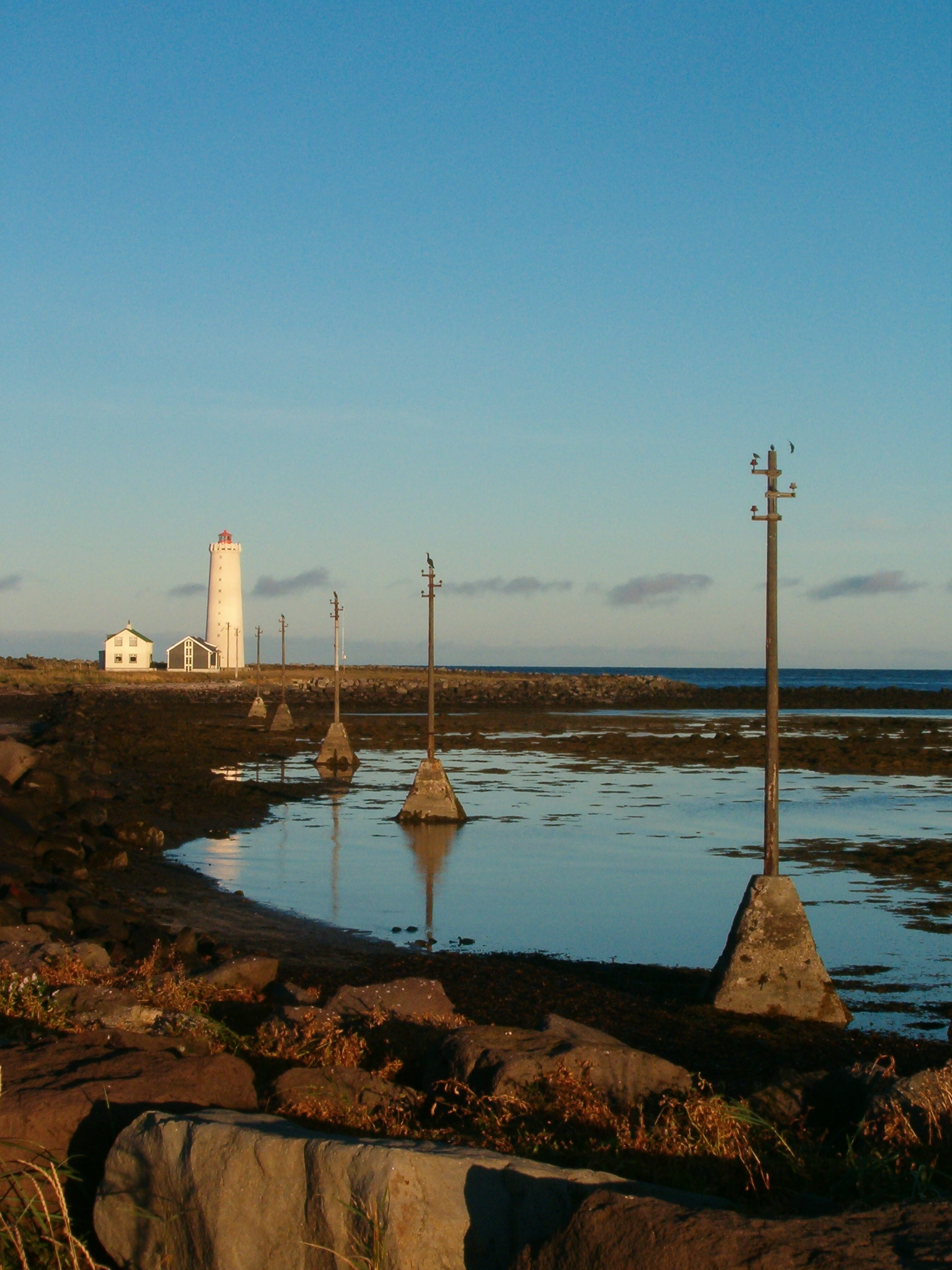
Vue du phare de Grótta depuis la Seltjarnarnes.
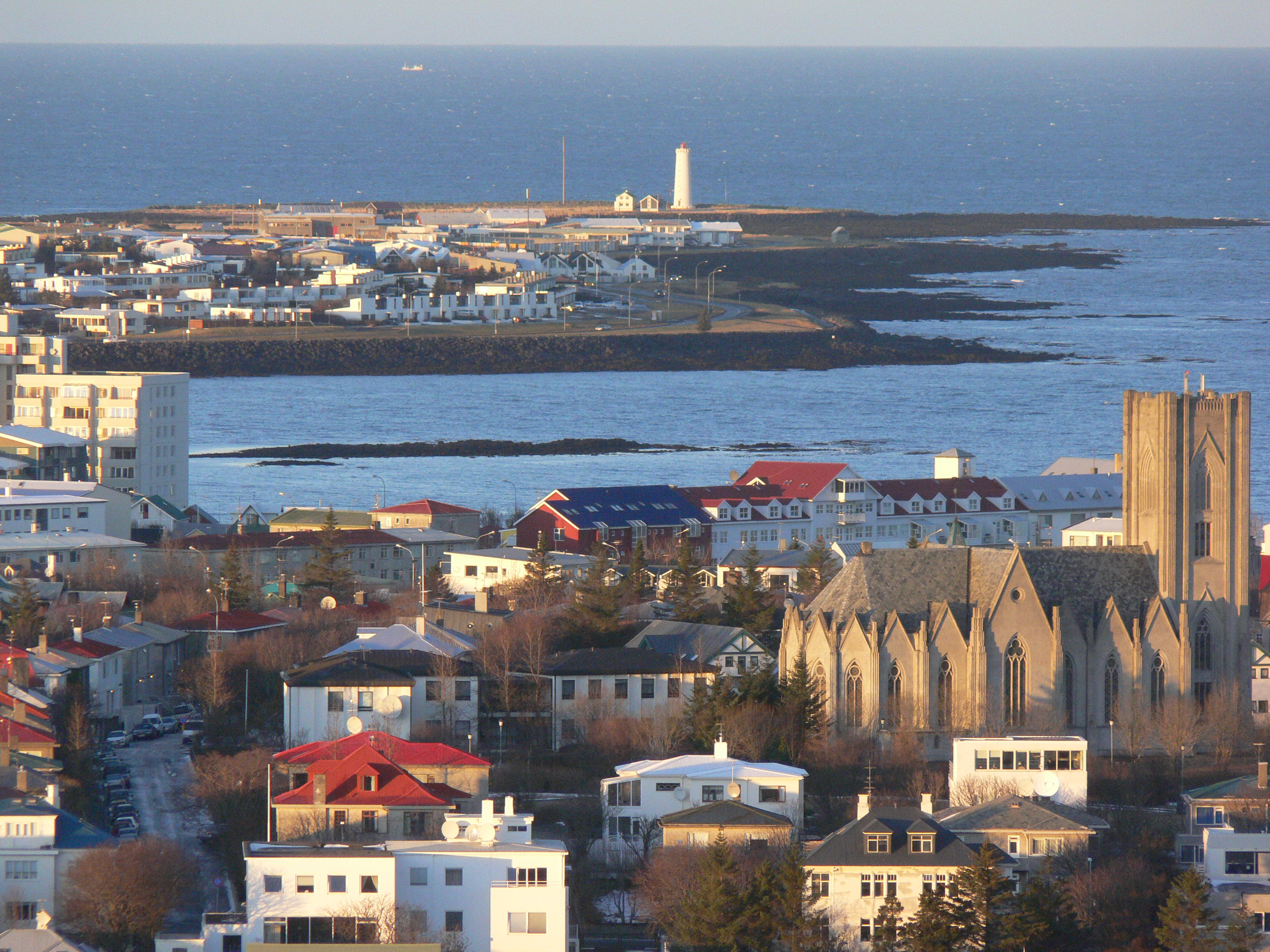
Vue du phare de Grótta depuis le sommet de la Hallgrímskirkja à Reykjavik.